# Bon-Encontre
Bon-Encontre település Franciaországban, Lot-et-Garonne megyében. Lakosainak száma 6386 fő (2022. január 1.). Bon-Encontre Pont-du-Casse, Agen, Boé, Castelculier, Saint-Caprais-de-Lerm és Sauvagnas községekkel határos.

## Népesség
A település népességének változása:
| Lakosok száma | 3177 | 4462 | 5362 | 5910 | 6212 | 6255 | 6199 | 6224 | 6222 | 6386 |
|               | 1968 | 1982 | 1990 | 2006 | 2013 | 2015 | 2017 | 2019 | 2020 | 2022 |